# 슈퍼 크레이지

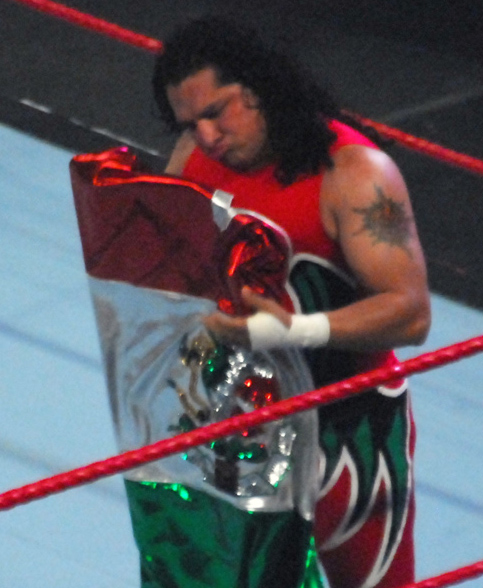
슈퍼 크레이지

슈퍼 크레이지(Super Crazy, 1973년 12월 3일 ~ )는 본명은 프란시스코 판토하 루에다(Francisco Pantoja Rueda)는 멕시코의 프로레슬링선수다. 키는 174cm 몸무게는 90kg이다.